# Arctic Circle (televisieserie)
Arctic Circle is een Fins-Duitse misdaadserie die op de Finse streamingdienst Yle in prèmiere ging met kerst 2018.
In maart en april 2019 werd deze in Nederland uitgezonden door NPO 3. De tien afleveringen van elk 50 minuten zijn in Nederland samengevoegd tot vijf dubbele afleveringen. De serie is geproduceerd door het Finse Yellow Film & TV en het Duitse Bavaria Film, die voor het eerst samenwerken.

## Verhaal
De serie speelt zich af in het grotendeels witte, besneeuwde Fins Lapland met korte uitstapjes naar Helsinki en naar de omgeving van Moermansk over de Russische grens. Politieagente Nina Kautsalo (Iina Kuustonen) onderzoekt een serie moorden en vindt in een afgelegen blokhut twee dode prostituees. Een derde is nog maar net in leven, een vierde is vermist. In hun bloed wordt een dodelijk virus aangetroffen, waarvan de herkomst onbekend is. De Duitse viroloog Thomas Lorenz (Maximilian Brückner) moet het virus identificeren en voorkomen dat het zich verspreidt. Beide hoofdpersonen hebben persoonlijke problemen: Nina's zesjarige dochter Venla heeft het syndroom van Down, met de vader Esko hebben ze nauwelijks nog contact, haar zuster Marita heeft het virus opgelopen maar probeert zich aan quarantaine te onttrekken. Lorenz' huwelijk loopt op de klippen, hij dreigt de voogdij over zijn dochter Hanna te verliezen omdat zijn vrouw Gunilla kwalijke verhalen over hem vertelt. Nina en Lorenz beginnen een relatie. Ondertussen verspreidt het virus zich door mutatie. Het zoeken is naar "patiënt nul", de oorspronkelijke drager van het virus. Als hij gevonden wordt kan zijn bloed worden onderzocht, waardoor de kans bestaat dat het virus een halt kan worden toegeroepen. Daarnaast zijn zowel lokale criminelen als de geheime diensten van Finland en Rusland actief. De Duitser Marcus Eiben (Clemens Schick), hoofd van een farmaceutisch bedrijf, benadert Lorenz. Ook hij is op zoek naar "patiënt nul", maar om een andere reden. Voor Nina wordt de zaak steeds urgenter als ook Venla besmet blijkt te zijn.